# Lady in the Water
De mysterie-film Lady in the Water uit 2006 werd bedacht en geregisseerd door de van oorsprong uit India afkomstige regisseur M. Night Shyamalan, die ook bekend is van films als The Sixth Sense, Signs en The Village.

## Verhaal
De film begint met de uitleg dat de mens van oorsprong was verbonden met de wezens die in het water leven. Bezitsdrang heeft de mens echter aan land gebracht. Soms proberen de waterwezens de mensen weer terug in hun wereld te krijgen. Een aantal jongeren wordt er dan op uit gestuurd. Dat is een gevaarlijke onderneming en velen zullen niet terugkeren. De waterwezens blijven proberen de mensheid te bereiken, maar de mensen zijn wellicht vergeten hoe ze moeten luisteren...
Cleveland Heep (Paul Giamatti) is de stotterende conciërge van een appartementengebouw in Philadelphia. We maken kennis met een aantal huurders: Farber (Bob Balaban) die recensent is voor een krant, de jonge vrouw Young Soon-Choi, Reggie de bodybuilder die alleen de rechterkant van zijn lichaam traint, Mr. Leeds (Jeffrey Wright) die fanatiek kruiswoordpuzzels oplost en Mrs Bell, het "kattenvrouwtje". Verder is er een groepje mannen dat de hele dag niks anders doet dan bij elkaar zitten te roken op een kamer.
Als Heep op een avond gaat kijken wie er toch aldoor 's nachts in het zwembad zwemt (wat verboden is), glijdt hij uit en raakt bewusteloos te water. Als hij bijkomt blijkt hij gered te zijn door het jonge meisje Story (Bryce Dallas Howard) dat bij hem in de kamer zit. Van haar had hij al een glimp opgevangen bij de nachtelijke zwempartijen. Ze vertelt hem dat ze een Narf is van de Blauwe Wereld en ze woont onder in het zwembad. Het valt hem op dat hij niet meer stottert in haar aanwezigheid.
Als ze later proberen Story weer terug naar haar wereld te krijgen, wordt hen de toegang tot het zwembad versperd door een wolfachtig wezen. Ze vluchten weer naar binnen.
De moeder van Soon-Choi kent veel sprookjes en sagen, en gedurende de film weet zij Heep meer en meer te vertellen over de wezens waar de mensen nu mee te maken krijgen:
Narfzeenimf uit de Blauwe Wereld
Scruntwolfachtig wezen dat het gemunt heeft op Narfs
Tartuticeen drie-eenheid die in de bomen leeft en het enige wezen waar de Scrunt bang voor is
Eatlongrote adelaar die een Narf meeneemt en vrijheid geeft.
De mythe vertelt dat de Narf moet worden "gezien" door een mens, die "het vat" wordt genoemd. Het Vat krijgt door dat contact heldere gedachten waarmee hij/zij later goede dingen gaat doen voor de mensheid. Voor de Narf betekent datzelfde contact met het vat dat ze vrij is en met de Eatlon mee mag. De Scrunt zal dit proberen te voorkomen, maar de Tartutic zullen op hun beurt de Scrunt beletten de Narf aan te vallen.
Heep confronteert Story met dit gegeven en die zegt dat de persoon die ze moet ontmoeten een schrijver is. Heep gaat de huurders langs om te zien wie er een schrijver is. Farber is er eentje, maar mevrouw Bell heeft ook ooit een boek geschreven. Huurder Dury is erg goed met kruiswoordraadsels. En de Indiase jongen Vick (M. Night Shyamalan) is een schrijver, hij is bezig aan een boek met de voorlopige titel "The Cookbook" (het kookboek). Heep vermoed dat Vick daarom "het vat" is.
Tijdens de afwezigheid van Heep leest Story Heeps dagboek en het blijkt dat Heep eigenlijk een arts is wiens vrouw is vermoord. Hij is erg ongelukkig maar het verdriet is te groot om erover te praten.
Dan brengt Heep Story in contact met Vick, en inderdaad: het contact is er.
Story doet nog een poging om het zwembad in te ontsnappen, maar de Scrunt weet haar te verwonden. Heep haalt uit Story's grot onder het zwembad genezende modder ("Kii") en weet de dodelijke krassen op Story's benen te genezen.
Story kan in de toekomst kijken en voorspelt dat Vick belangrijke dingen zal doen voor de mensheid, en dat zijn boek een inspiratiebron voor de toekomstige leider van het land zal zijn.
Er wordt meer duidelijk over de Blauwe Wereld. Om een Narf te beschermen totdat de Eatlon haar meeneemt zijn er menselijke begeleiders nodig. Dat zijn een Hoeder (de beschermer van de Narf, iemand die de Scrunt op afstand kan houden), een Symbolist (iemand die de waarheid achter schijnbaar onbelangrijke dagelijkse zaken kan ontwaren), een Gilde (een hecht groepje mensen dat praat over dagelijkse dingen) en een Genezer (iemand met helende gaven). Onder de bewoners wordt opnieuw gezocht naar de personen die die rollen moeten gaan vervullen en er wordt een plan bedacht om het vrijmaken van Story te laten lukken. Het plan is om het Gilde een feest te laten organiseren met alle bewoners. De geur van veel mensen moet de Scrunt op afstand houden op het moment dat de Eatlon Story meeneemt.
Het plan mislukt: tijdens het feest wordt Story dodelijk verwond door de Scrunt die daarna ongezien het huis in weet te sluipen. De Scrunt doodt daar onder andere Farber.
Mr. Leeds die was aangewezen als Symbolist weet nu dat de rolverdeling niet klopte en dat dat de reden is dat het plan is mislukt. Er moet een nieuwe rolverdeling worden gemaakt. Duidelijk wordt dan dat eigenlijk zijn zoontje Joey de Symbolist is. Deze "leest" in een keukenkastje vol ontbijt"cereals" dat het Gilde uit 7 zusters bestaat en dat er een ceremonie moet plaatsvinden. Verder moet daarbij aanwezig zijn "een man die geen geheimen heeft", en "een man wiens mening door iedereen wordt gerespecteerd". Deze mensen worden gevonden onder de bewoners, en de rolverdeling lijkt nu wel te kloppen.
Intussen ligt Story nog steeds op sterven, aangezien de Genezer nog niet is gevonden onder de bewoners. De symbolist had een fout gemaakt; de genezer was een hij en geen zij. Dan wordt het duidelijk dat Heep de genezer is. Hij neemt haar in zijn armen en spreekt haar toe. Hij neemt afscheid van haar zoals hij nu ook afscheid moet nemen van zijn vermoorde vrouw. Daardoor genezen Story's verwondingen en ze komt weer bij bewustzijn.
Buiten gaat de hele groep de confrontatie met de Scrunt aan. Reggie de bodybuilder weet het beest op afstand in bedwang te houden; hij blijkt de Hoeder te zijn. Uit de bomen springen de drie Tartutic die de Scrunt overmeesteren. Eatlon komt eraan gevlogen en het is tijd om afscheid te nemen. Heep bedankt Story dat ze zijn leven heeft gered. Dan neemt Eatlon haar mee.

## Rolverdeling
| Acteur              | Personage                   |
| ------------------- | --------------------------- |
| Paul Giamatti       | Cleveland Heep              |
| Bryce Dallas Howard | Story                       |
| Jeffrey Wright      | Mr. Dury                    |
| Bob Balaban         | Harry Farber                |
| Sarita Choudhury    | Anna Ran                    |
| Cindy Cheung        | Young-Soon Choi             |
| M. Night Shyamalan  | Vick Ran                    |
| Freddy Rodríguez    | Reggie                      |
| Bill Irwin          | Mr. Leeds                   |
| Mary Beth Hurt      | Mrs. Bell                   |
| Noah Gray-Cabey     | Joey Dury                   |
| Joseph D. Reitman   | Langharige roker            |
| Jared Harris        | Roker met baardje           |
| Grant Monohon       | Magere roker                |
| John Boyd           | Roker met één wenkbrauw     |
| Ethan Cohn          | Roker met bril              |
| June Kyoto Lu       | Mrs. Choi                   |
| Tovah Feldshuh      | Mrs. Bubchik                |
| Tom Mardirosian     | Mr. Bubchik                 |
| Maricruz Hernandez  | Perez de la Torre Sister #1 |
| Carla Jimenez       | Perez de la Torre Sister #2 |
| Natasha Perez       | Perez de la Torre Sister #3 |
| Monique Curnen      | Perez de la Torre Sister #4 |
| Marilyn Torres      | Perez de la Torre Sister #5 |
| George Bass         | Mr. Perez de la Torre       |
| Joel Garland        | Pool Guy                    |
| James Breen         | SPCA Guy                    |
| Nell Johnson        | Telefoonstem                |
| Walter Lafty        | Silvertide bandlid          |
| Mark Melchiorre Jr. | Silvertide bandlid          |
| Kevin Frank         | Silvertide bandlid          |
| Brian Weaver        | Silvertide bandlid          |
| Nick Perri          | Silvertide bandlid          |
| Jeremy Howard       | Tartutic #1                 |
| Brian Steele        | Tartutic #2                 |
| Kurt Carley         | Tartutic #3                 |
| Doug Jones          | Tartutic #4                 |

## Trivia
- Voor de film werd een compleet appartementencomplex gebouwd.

## Achtergrond
- Oorspronkelijk is Lady In The Water een kinderverhaal, bedacht door Night Shyamalan zelf om aan zijn kinderen voor te lezen. In de loop van de jaren heeft hij het omgebouwd tot een volwaardig fimscenario.
- Belangrijke thema's voor de schrijver zijn: hoe mensen omgaan met alles wat mysterieus is, folklore en bewustwording (awareness) aangaande de rol die een mens heeft te vervullen tijdens zijn leven.